# 逢月はるな
逢月 はるな（あいつき はるな、1996年11月29日 - ）は、日本の元AV女優。バンビプロモーション所属。

## 略歴・人物
2015年にデビューしたロリ系のAV女優。複数の名義でイメージ作品にも出演している。
2019年より「姫野かんな（ひめの かんな）」として活動（エスフラート所属）。
2019年10月以降、新作AVのリリースがストップ。

## 出演作品

### アダルトDVD
2015年
- 某お嬢様大学英文学科 眼鏡美少女な古書店員 逢月はるな AVデビュー（5月13日、プレステージ）
- 犯される快感に溺れる幼気な少女「はるな」（5月13日、オーロラプロジェクト）
- 人間観察ドキュメント vol.20 ネットで話題の個人レッスン出張サービス。を、行っている美人講師を強引にヤる。（6月1日、プレステージ）
- 彼女イナイ歴=年齢の僕は女の子ともうまくしゃべれず、未だに童貞をこじらせている。そんな僕に同情したのか…「お兄ちゃん、私が練習台になってあげる!」と妹からまさかの筆おろし!?（6月1日、DOC）
- 本気口説(マジクド)き ナンパ▸連れ込み▸SEX盗撮▸無断で投稿 女子大生編（6月10日、MAGIC）
- 「雨に濡れた女子校生の透けブラを見て勃起したチ○ポを押しつけたらヤられた」 VOL.1（6月18日、DANDY）
- 街角美少女を、本気でヤッちゃいました。2nd. vol.17 東京都秋葉原で顔射ナンパ編（7月21日、プレステージ）※「アンナ」名義
- 週末限定 中出しOK 従順美少女デリバリー はるな(仮名（7月24日、宇宙企画）
- 卒業後そのままAVデビュー18歳あいみ 初めての中出しでいきなり15発されちゃいました。（7月24日、TMA）※「あいみ」名義
- パイパン少女露天風呂中出しレイプ（7月24日、I.B.WORKS）
- FIRST STAR 5周年特別記念作品 夏祭り美少女ビーチ大乱交（7月24日、FIRST STAR）
- 田舎の純真な女子校生が服を脱ぐのも忘れてズブ濡れになっているおふざけ姿が予想以上に色々エロく見えてきたので… 2（8月1日、DOC）
- ママは知らない… 思春期の娘とパパの歪んだ愛の日常。 はるな149cm〖パイパン〗（8月1日、ミニマム）
- 真・時間が止まる腕時計 パート4 プール、お祭り、夏休み悪戯てんこ盛り3時間拡大スペシャル（8月6日、ROCKET）
- お兄ちゃんHな事しよ♡ 俺だけのいいなりペット妹 未熟なパイパンマ●コ（8月9日、ケートライブ）※「はるな」名義
- 2度見しちゃうほどかわいいサーフショップの新人アルバイトちゃんは奇跡のつるつるパイパン18才(^o^)（8月14日、FIRST STAR）※「はるな」名義
- クラスメイトのパンチラがすぐそこに。 不細工だけど理系男子の僕の家にテスト前になると勉強を教えてちょうだいとやってくる文系女子。でもすぐに飽きてベットの上でゴロゴロ休憩している時のパンチラが見えて勃起。（8月20日、SWITCH）
- イカレた羞恥祭り 強行開催 オマ○コ丸出し 女神輿まつり（8月20日、ROCKET）
- 制服肉壷少女（8月25日、ラマ）※「はるな」名義
- むっつりスケベなメガネっ娘 3 真面目な少女が眼鏡を外すとき…（8月31日、JUMP）※「はるな」名義
- 女子校生スクール中出し乱交 〜パイパン巫女課外授業編〜（9月1日、TMA）※AV OPEN 2015 企画部門エントリー作品
- kira☆kira SPECIAL 褐色日焼けぶっトび娘vs変態淫語お姉さん 性交依存症大乱交祭り（9月1日、kira☆kira）※AV OPEN 2015 企画部門エントリー作品
- 病院まるごと一棟全員と中出し乱交（9月1日、ZUKKON/BAKKON）
- 夏のシロウト水着ナンパ! あなたの日焼け跡見せてください!（9月10日、DOC）
- 貧乳パイパンお姉ちゃん二人とボクらのヤリまくり生活（9月17日、グローリークエスト）

2019年
- 小悪魔妹の乳首イジリと淫語責めで乳首ピン勃ち！ガチガチに勃起したチ○コを無限寸止め焦らしSEX（5月17日、DOC）
- 優しそうな見た目なのに痴女の逸材! 現役女子大生姫野かんなAV出演（5月25日、痴女ヘブン）
- ベロチューを超える唾液まみれの舌交尾 素人ベロンベロンDK選手権 恋人同士が30分間ずーっと濃厚ディープキスで射精できたら賞金100万円!!（6月6日、ROCKET）※「れい」名義
- 年間300冊の官能小説を読む地味腐女子と2泊3日上京物語。 脱いだらスタイル抜群の痴女ビッチというギャップに令和になって一番最初に驚いた件。（6月12日、FIRST STAR）
- 最高級ラグジュアリーオリエンタルスパ Vol.001（6月14日、BAZOOKA）
- 学級委員長は小悪魔ロリィな痴女でした。 射精管理部 部長かんな（6月19日、キチックス）※「かんな」名義
- ヤリマン軟派ちゃんねる Vol.001 男を秒でイカせるテク 騎乗位の天才! 経験人数300人越え!?(でもイッたこと無し!) 千葉県在住伝説のサセ神かんなちゃん(仮名)（7月5日、ONEZ）※「かんな」名義
- 羞恥 新任女教師が学習教材にされる男子校の性教育 生徒の目の前で無遠慮な指が膣に挿入される! プライドは崩壊するが、子宮の奥から愛液があふれ出る（7月11日、サディスティックヴィレッジ）
- モンスター隣人に狙われた熟女（8月7日、ビビアン）
- 生中出し巨乳制服美少女 Vol.008（8月9日、BAZOOKA）
- 田舎からオープンキャンパスで上京してきた学生さん集合!! お金が無いならAV出演で夢を掴め! 初めてのおもちゃプレイに大興奮!勃起チ●コ見せつけ発情! 赤面恥じらいが止まらない制服美少女のぐちょ濡れオマ●コに素股プレイ中ヌルっと生挿入! 胸キュン青春SEX頂いちゃいましたSPECIAL（8月9日、赤面女子）
- ワーキング・ビッチレディとホテルお籠りハメ撮り 美脚を痙攣させ絶頂!子宮口に亀頭を捻じ込むように騎乗する極上テクの痴女OL（8月13日、オーロラプロジェクト・アネックス）
- 鬼畜達の巣窟へ家庭訪問してしまった女教師2人（8月25日、オーロラプロジェクト・アネックス）
- マジックミラー号ハードボイルド 神技エステティシャンのヌルヌル妙技で興奮した彼女さんを「膣内デトックスですよ」とダマして激ピス・マシンバイブ! 人生初の激潮を吹きまくったあげく、最後は彼氏を裏切ってデカチン挿入を許してしまうのか? 2（9月12日、サディスティックヴィレッジ）
- イマドキ☆ぐうかわギャル女子●生 Vol.008（9月13日、BAZOOKA）
- ニューハーフ街角レズナンパ! Hカップ爆乳娘から中出しOKの淫乱お姉さんまで… 初対面の女子たちとの濃厚レズビアンSEX×ペニクリ連続爆射精!!（9月25日、TRANS CLUB）
- 銀河級美少女在籍! 即尺即ハメ連続射精お約束のメイドリフレ Vol.001（9月27日、宇宙企画）
- 生中出しアイドル枕営業 Vol.004（10月11日、BAZOOKA）
- プチ円光の約束でホテルに入ったギャルヤンキーにエッチな無茶振りをしていくといつブチギレるのか!?徹底検証!!（10月11日、SCOOP）

### イメージDVD
- 恋のハレンチ（2015年6月19日、サムバディ）※「倉沢裕美」名義
- bell fille（2015年7月15日、TWCC）※「若月はるな」名義
- Pしちゃったんです（2015年8月21日、サムバディ）※「倉沢裕美」名義
- crepa（2016年2月15日、TWCC）※「若月はるな」名義
- るりちゅう。（2016年5月20日、メディアブランド）※「向島るりか」名義
- violent bite（2019年6月15日、TWCC）※「若月はるな」名義